# تشغيل الاختبارات تلقائيا
تشغيل الاختبارات تلقائياً هو استخدام البرمجيات للتحكم في إجراء الاختبارات، ومقارنة النتائج الحقيقية بالمتوقعة، وتجهيز الظروف السابقة للاختبار، إضافة إلى أمور أخرى تتعلق بالتحكم بالاختبارات وإصدار التقارير عنها.